# Organizzazione internazionale

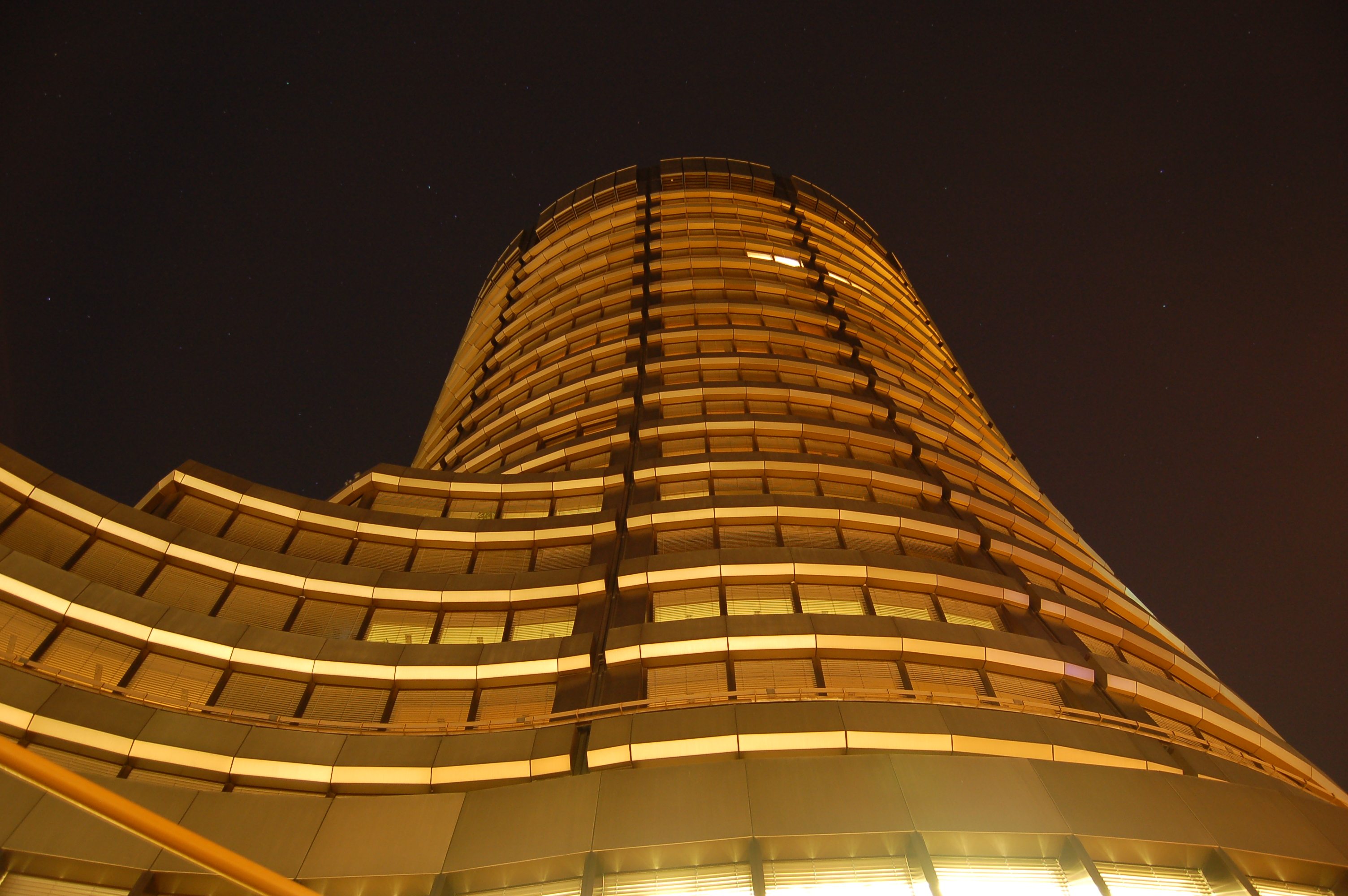
La Banca dei regolamenti internazionali a Basilea (Svizzera) viene generalmente considerata come l'organizzazione internazionale finanziaria più importante del mondo.

Un'organizzazione internazionale è un tipo di organizzazione a carattere internazionale con membri, scopo o presenza a rilievo internazionale; ovvero con sedi, attività e interessi in più paesi del mondo; si parla invece di organizzazione intergovernativa (OIG) quando i componenti dell'organizzazione sono governi di Stati, i cui dipendenti sono spesso chiamati funzionari internazionali, godendo spesso di immunità diplomatiche (alcuni esempi di organizzazioni sono le Nazioni Unite, l'Unione europea, l'Organizzazione mondiale del commercio).

## Storia
È a partire dal Congresso di Vienna (1814) che si verifica un primo tentativo di organizzazione internazionale: a tutela delle deliberazioni di Vienna si costituì infatti un sistema diplomatico imperniato sul cosiddetto concerto europeo, vale a dire una sorta di direttorio delle grandi potenze che sebbene non caratterizzato da un'organizzazione permanente può considerarsi l'antesignano delle future e più compiute organizzazioni internazionali a carattere universale, vale a dire la Società delle Nazioni (SdN) e l'Organizzazione delle Nazioni Unite (ONU), del XX secolo.
Tra le prime organizzazioni internazionali vi fu la futura Unione internazionale delle telecomunicazioni (UIT), che fu fondata dalla firma della Convenzione internazionale del telegrafo tra dodici paesi nel maggio del 1865; nel XIX secolo, la Francia mostrò interesse nella creazione di alcune organizzazioni internazionali (come quelle per il mantenimento del Système international d'unités (sistema metrico)), per questo molte organizzazioni hanno attualmente sede in Francia, spesso a Parigi.

## Descrizione
Formate da enti pubblici, ad es. da stati sovrani, o altre OIG come membri, i loro scopi e obiettivi sono molto spesso nel pubblico interesse, ma possono  anche essere creati per uno scopo specifico. 
Le organizzazioni internazionali si sviluppano principalmente dalla necessità delle nazioni e dei governi di avere un forum neutrale dove dibattere e prendere in considerazione interessi, che per loro natura o estensione non trovano efficace tutela a livello del singolo Stato, spingendo questi a cooperare.
Tali interessi possono essere intesi come beni pubblici internazionali: pace e sicurezza internazionale, tutela ambientale, commercio internazionale, ecc. Storicamente, molte organizzazioni internazionali si svilupparono anche per la necessità di un'entità esecutiva o costrittiva che potesse gestire gli interessi sopranazionali in forma unificata.
Benché molte organizzazioni non governative (ONG), termine utilizzato per i privati che creano organizzazioni con scopi internazionali, abbiano sicuramente una presenza e un obiettivo internazionali, è nel senso di OIG che il termine “Organizzazioni internazionali” è usato nel resto di questo articolo.

### Scopi
Le organizzazioni internazionali descrivono e definiscono i loro scopi negli statuti o in altri documenti fondativi: esse esistono con uno statuto speciale e hanno diversi obiettivi, incluso, ma non limitato a incrementare le relazioni internazionali, promuovere l'istruzione, le cure sanitarie, lo sviluppo economico, la protezione dell'ambiente, i diritti umani, gli sforzi umanitari, i contatti interculturali e la soluzione dei conflitti.

### Natura legale
Giuridicamente parlando, un'organizzazione internazionale può essere creata tramite uno statuto, un trattato o una convenzione che, nel momento della firma da parte dei membri fondatori, fornisce alla OIG un riconoscimento legale.
Stabilendo così che le organizzazioni internazionali sono dei soggetti di diritto internazionale, capaci di prendere parte ad accordi tra loro stessi o con gli Stati e, più in generale, di adottare e promuovere atti di soft law. 
Esse sono governate dal principio di specialità, ovvero non sono dotate, a differenza degli Stati, di competenza generale, ma si vedono attribuire dagli stati che le creano poteri i cui limiti sono fissati in funzione del perseguimento degli interessi comuni che esse hanno il compito di promuovere.
Da tempo si è ormai affermato che possiedono una personalità giuridica propria distinta da quella degli Stati che partecipano ad esse. A tale principio si ispira la giurisprudenza italiana del Novecento, ma i requisiti per la titolarità di una vera e propria personalità sono indicati nella necessaria autonomia, anche organizzativa, distinta da quella degli Stati membri, e nella presenza di una missione ben definita, con attribuzione di relative competenze al cui esercizio corrisponde la titolarità di uno specifico status nella comunità internazionale.
Tali caratteri sono emersi in un caso famoso sottoposto alla Corte internazionale di giustizia nel 1949, nello stabilire se l'Organizzazione delle Nazioni Unite (ONU) godesse del diritto al risarcimento del danno provocato dalla violazione di obblighi relativi al trattamento ed alla protezione internazionalmente dovuta ad un proprio agente. Nel caso si osservò che "la conclusione di accordi, di cui l'Organizzazione è parte, ha confermato il carattere di adeguata autonomia dell'Organizzazione che occupa una posizione per alcuni versi distinta dai suoi Membri ed ai quali ha il dovere, ove del caso, di ricordare il rispetto di certi obblighi", ma anche che: "L'Organizzazione è stata destinata a godere di diritti che possono spiegarsi solo se ad essa è attribuita, in larga misura, la personalità internazionale e la capacità di agire sul piano internazionale. Si deve riconoscere che i suoi membri, assegnandole certe funzioni, l'hanno dotata delle competenze necessarie per permetterle di svolgere effettivamente queste funzioni".
Nello svolgimento delle funzioni, il modello seguito dagli organi interni alle organizzazioni internazionali è diversificato: in alcuni casi, i collegi che presiedono alla vita dell'organizzazione sono definiti "organi di Stati", perché i loro componenti agiscono ciascuno a titolo di rappresentanza degli Stati membri; in altri casi, il collegio viene definita come "organo di individui", in quanto deve agire nell'interesse generale dell'organizzazione e non dello Stato di appartenenza (sia pure quello che ha designato ad entrare nel collegio). Quest'ultimo modello opera, soprattutto, per il personale dipendente, sia quando assunto per contratto, sia quando designato dagli Stati membri; nel caso degli organi giurisdizionali internazionali, questo principio si interseca con quello dell'imparzialità del giudice, affermato nel voto espresso da Dionisio Anzilotti nel caso del Vapore Wimbledon.
Così le organizzazioni internazionali, in senso legale, sono distinguibili dai semplici raggruppamenti di stati, come il G8 e il G7, poiché nessuno di essi è stato fondato da un atto istitutivo ed esiste solo come foro informale di discussione tra stati membri, benché in un contesto non giuridico alcuni si riferiscano erroneamente a questi come organizzazioni internazionali. Le organizzazioni internazionali devono essere anche distinte dai trattati. Molti trattati (ad esempio Accordo nord americano di libero scambio (NAFTA) o, nel periodo 1947-1995, l'Accordo generale sulle tariffe e il commercio (GATT) non stabiliscono un'organizzazione internazionale e contano semplicemente sulle parti contraenti per la loro amministrazione.

### Membri e funzioni
Le organizzazioni internazionali si differenziano per funzioni, membri e criteri di associazione. L'iscrizione ad alcune organizzazioni (organizzazioni mondiali) è aperta a tutte le nazioni del mondo purché osservino i criteri di associazione e in seguito all'approvazione da parte di un'assemblea generale o organismo simile. Questa categoria include le Nazioni Unite e le sue agenzie e l'Organizzazione mondiale del commercio. Altre organizzazioni sono aperte solo ai membri di una particolare regione o continente, come l'Unione europea, l'Unione africana, l'ASEAN.
Infine, alcune organizzazioni basano la loro iscrizione su altri criteri: legami culturali o storici (il Commonwealth delle nazioni, Francofonia, la Comunità dei Paesi di lingua portoghese, l'Unione latina), livello di sviluppo economico o tipo di economia (Organizzazione per la cooperazione e lo sviluppo economico (OCSE), Organizzazione dei paesi esportatori di petrolio (OPEC), o religiosi (Organizzazione della cooperazione islamica). L'Unione delle associazioni internazionali fornisce informazioni ausiliarie sulle organizzazioni internazionali.

## Elenco delle organizzazioni internazionali operanti nel mondo

### Organizzazioni mondiali
- Autorità internazionale dei fondali marini (ISA)
- Banca mondiale (BM)
- Centro internazionale di alti studi agronomici mediterranei (CIHEAM)
- Centro internazionale di fisiologia ed ecologia degli insetti (ICIPE)
- Centro internazionale di ricerca in agroforestazione (ICRAF)
- Centro internazionale per la scienza e l'alta tecnologia (ICS)
- Centro per il commercio internazionale (ITC)
- Comitato consultivo internazionale del cotone (ICAC)
- Comitato internazionale della Croce Rossa (CICR)
- Commonwealth delle nazioni
- Conferenza di Diritto Internazionale Privato (CDIP)
- Consiglio internazionale dei cereali (IGC)
- Consiglio Oleicolo Internazionale (COI)
- Convenzione sul Commercio Internazionale delle Specie Animali e Vegetali in Pericolo (CITES)
- Corte Permanente di Arbitrato (CPA)
- Federazione Internazionale delle Società della Croce Rossa e della Mezza Luna Rossa (IFRC)
- Fondo comune per i prodotti di base (CFC)
- Fondo mondiale per l'ambiente (GEF)
- Fondo Internazionale per il Risarcimento dall'Inquinamento Petrolifero (IOPC-FUND)
- Fondo Internazionale per lo Sviluppo Agricolo (IFAD)
- Gruppo internazionale di studio della gomma (IRSG)
- Gruppo internazionale di studio della iuta (IJSG)
- Gruppo Internazionale di studio del nickel (INSG)
- Gruppo Internazionale di studio del piombo e dello zinco (ILZSG)
- Gruppo internazionale di studio del rame (ICSG)
- International Parliament of Security and Peace World Organization of the States - I.P.S.P. (WOS-IPSP)
- Organizzazione internazionale della polizia criminale (Interpol)
- Intesa di Wassenaar per il controllo delle esportazioni di armi convenzionali e di beni e tecnologie a duplice uso (Wassenaar Arrangement)
- Istituto Internazionale del Freddo (IIF)
- Istituto Internazionale per la Conservazione e il Restauro dei Beni Culturali (ICCROM)
- Istituto internazionale per le risorse fitogenetiche (IPGRI)
- Organizzazione delle Nazioni Unite (ONU), con le proprie agenzie specializzate, organizzazioni associate ed uffici
- Organizzazione delle Terre Antartiche (ALO)
- Organizzazione idrografica internazionale (IO)
- Organizzazione intergovernativa per i trasporti internazionali per ferrovia (OTIF)
- Organizzazione internazionale del bambù e del rattan (INBAR)
- Organizzazione internazionale del cacao (ICCO)
- Organizzazione internazionale del caffè (ICO)
- Organizzazione internazionale della vigna e del vino (OIV)
- Organizzazione internazionale dello zucchero (ISO)
- Organizzazione internazionale del diritto per lo sviluppo (IDLO)
- Organizzazione Internazionale di Metrologia Legale (OIML)
- Organizzazione internazionale per il legname tropicale (ITTO)
- Organizzazione Internazionale per lo sviluppo economico (OIDE)
- Organizzazione Internazionale per le Migrazioni (OIM)
- Organizzazione mondiale del commercio (OMC)
- Organizzazione mondiale delle dogane (OMD)
- Organizzazione mondiale del turismo (OMT)
- Organizzazione mondiale per la proprietà intellettuale (OMPI)
- Organizzazione per l'Applicazione del Trattato per il Bando Completo della Sperimentazione Nucleare (CTBTO)
- Organizzazione per la proibizione delle armi chimiche (OPAC)
- Segretariato della Convenzione sulla Biodiversità (CBD)
- Tribunale internazionale del diritto del mare (T.I.D. MARE)
- Ufficio Idrografico Internazionale (IHB)
- Union of Austral Land (U.T.A. - ANTARTICA)  Archiviato il 18 maggio 2019 in Internet Archive.
- Unione dell'Europa Occidentale (UEO)
- Unione Internazionale delle Telecomunicazioni (UIT)
- Unione Internazionale per la Protezione delle Nuove Specie Vegetali (UPOV)

### Organizzazioni regionali
Europa:

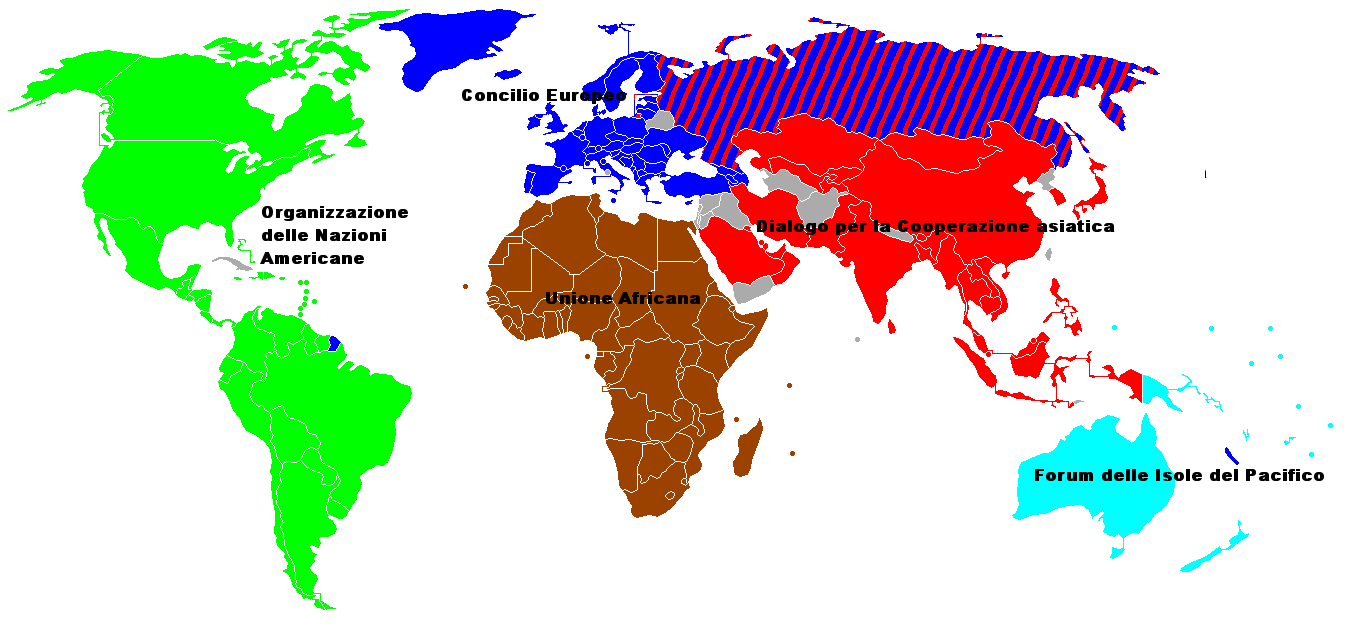
Organizzazioni che raggruppano quasi tutti i paesi di un particolare continente. Nota che la Russia è stata membro sia del Dialogo per la cooperazione asiatica (ACD) sia del Consiglio d'Europa (COE) prima dell'espulsione da quest'ultima, e Cuba è attualmente un membro sospeso dell'Organizzazione degli Stati americani (OSA)

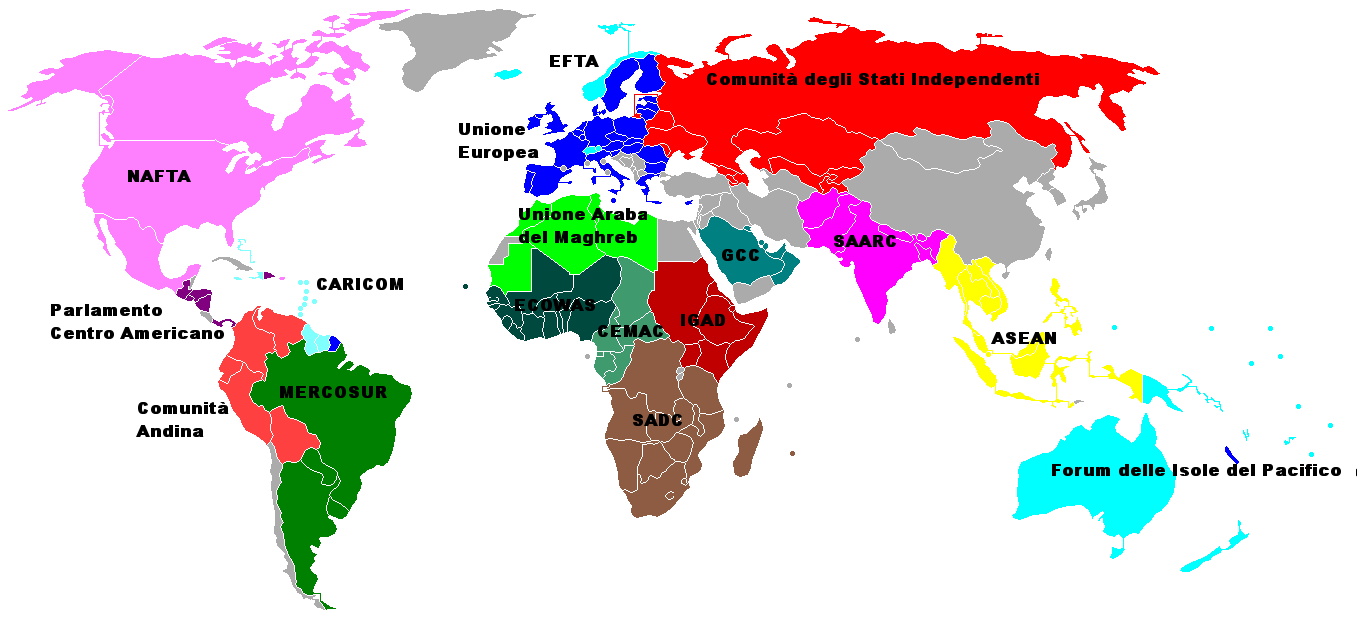
Alcune organizzazioni regionali. Ad oggi l'Ucraina e la Georgia non fanno più parte della CSI e il Regno Unito non fa più parte dell'UE.

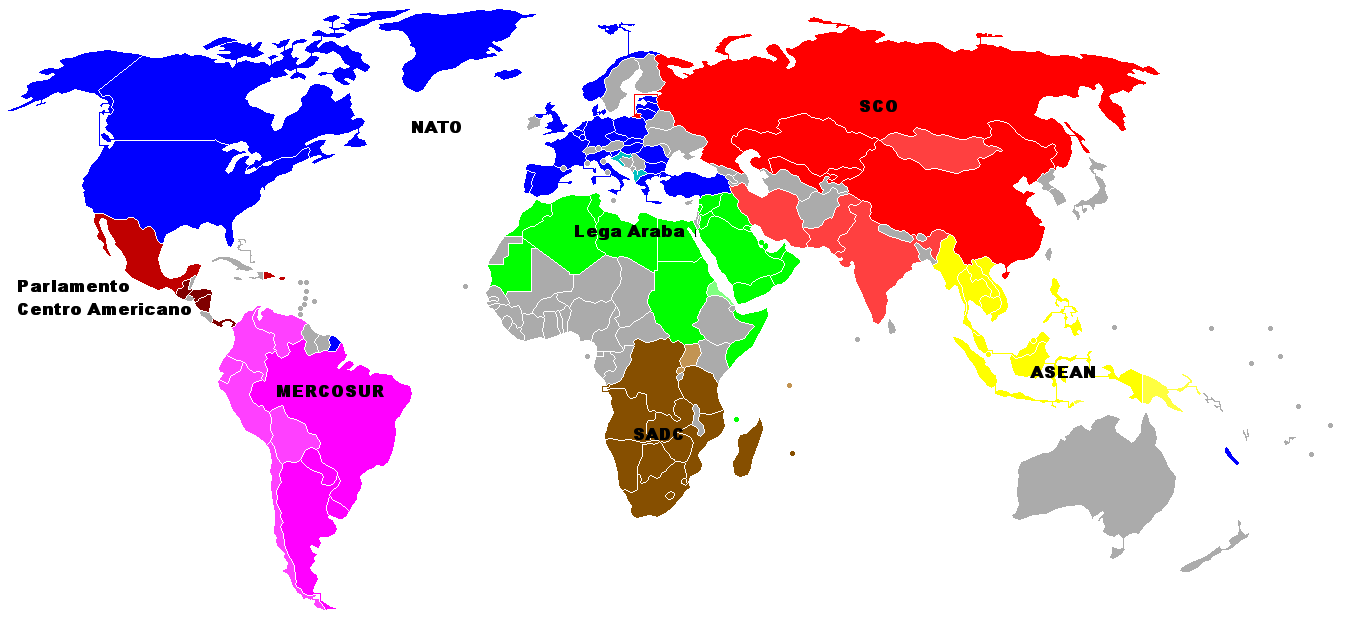
Alcune grandi alleanze. I colori più chiari indicano Stati osservatori/associati o candidati.

- Agenzia europea per i medicinali (EMA)
- Agenzia spaziale europea (ESA), con le proprie sedi e i centri di ricerca associati
- Associazione europea di libero scambio (EFTA)
- Banca Centrale Europea (BCE)
- Banca Europea per la Ricostruzione e lo Sviluppo (EBRD)
- Banca Europea per gli Investimenti (BEI)
- Banca di Sviluppo del Consiglio d'Europa (BCE)
- Centro Europeo di Monitoraggio dei Fenomeni di Razzismo e Xenofobia (EUMC)
- Centro Europeo per le Previsioni Meteorologiche a Medio Termine (CEPMMT)
- Commissione economica per l'Europa (ECE)
- Comunità politica europea
- Consiglio d'Europa
- Fondazione europea per la formazione professionale (ETF)
- Istituto Italo-Latino Americano (IILA)
- Laboratorio Europeo di Biologia Molecolare (EMBL)
- Organizzazione europea dei brevetti (EPO)
- Osservatorio europeo australe (ESO)
- Organizzazione europea per la ricerca nucleare (CERN)
- Organizzazione Europea per la Sicurezza della Navigazione Aerea (EUROCONTROL)
- Organizzazione europea per lo sfruttamento dei satelliti meteorologici (EUMETSAT)
- Piano di Azione Mediterraneo (MAP)
- Polizia Europea (EUROPOL)
- Ufficio dell'Alto Rappresentante per la Bosnia e l'Herzegovina (OHR)
- Unione europea (UE), con le proprie agenzie specializzate, organizzazioni associate ed uffici

Mediterraneo:
- Unione per il Mediterraneo

Asia:
- Asian Development Bank (ADB)
- Associazione delle nazioni dell'Asia sud-orientale (ASEAN)
- Associazione sud-asiatica per la cooperazione regionale (SAARC)
- Consiglio di cooperazione del Golfo (GCC)
- Dialogo per la cooperazione asiatica (ACD)
- Organizzazione di cooperazione economica (ECO)
- Piano Colombo
- Vertice dell'Asia orientale (EAS)

Eurasia:
- Comunità degli Stati Indipendenti (CSI)
- Unione economica eurasiatica (UEE)
- Organizzazione per la democrazia e lo sviluppo economico
- Organizzazione della cooperazione centro-asiatica
- Organizzazione della cooperazione economica del mar Nero (BSEC)
- Organizzazione del trattato di sicurezza collettiva
- Organizzazione per la Cooperazione di Shanghai (OCS)
- TRACECA

Africa:
- Autorità intergovernativa per lo sviluppo (IGAD)
- Banca africana di sviluppo (AfDB)
- Banca di Sviluppo per il Medio Oriente e il Nord Africa (MENADB)
- Consiglio dell'Intesa
- Comunità dell'Africa orientale (EAC)
- Comunità di sviluppo dell'Africa meridionale (SADC)
- Comunità economica degli Stati dell'Africa occidentale (ECOWAS)
- Istituto Africano per lo Sviluppo e la Pianificazione Economica (IDEP)
- Unione africana
- Unione del Maghreb Arabo
- Organisation Commune Africaine Malgache et Mauricienne (OCAMM)
- Unione economica e monetaria ovest-africana (UEMOA)

Americhe:
- Associazione degli Stati caraibici (ACS)
- Accordo nordamericano per il libero scambio ( NAFTA)
- Banca di Sviluppo Caraibica (CDB)
- Banca Interamericana di Sviluppo (IDB)
- Comunità andina (CAN)
- Comunità caraibica (CARICOM)
- Comunità delle nazioni sudamericane (CSN)
- Gruppo Rio
- Mercosur
- Organizzazione degli Stati americani (OSA)
- Organizzazione degli Stati dei Caraibi Orientali
- Parlamento centro-americano
- Sistema di cooperazione tra le forze aeree americane (SICOFAA)

Oceano Atlantico:
- Organizzazione del Trattato dell'Atlantico del Nord (NATO), con le proprie agenzie specializzate
- Organizzazione per la Sicurezza e la Cooperazione in Europa (OSCE)

Oceano Antartico:
- Organizzazione delle Terre Antartiche (ALO)

Oceano Artico:
- Consiglio Artico

Oceano Indiano:
- Associazione Rivierasca dell'Oceano Indiano per la Cooperazione Regionale (IOR-ARC)
- Commissione dell'Oceano Indiano (COI)

Oceano Pacifico:
- ANZUS
- Asia-Pacific Economic Cooperation (APEC)
- Forum delle Isole del Pacifico
- Partenariato Economico Globale Regionale (RCEP)
- Programma della Regione del Pacifico per l'ambiente
- Segretariato della Comunità del Pacifico

### Organizzazione internazionale finanziaria
- Banca dei Regolamenti Internazionali (BRI)
- Fondo Monetario Internazionale (FMI)
- Banca Mondiale (BM)

### Organizzazioni sportive
- Comitato olimpico internazionale
- Federazione internazionale pallacanestro
- Federazione internazionale sci
- FIFA
- IAAF
- NF-Board
- CONIFA

### Organizzazioni con vari criteri di associazione

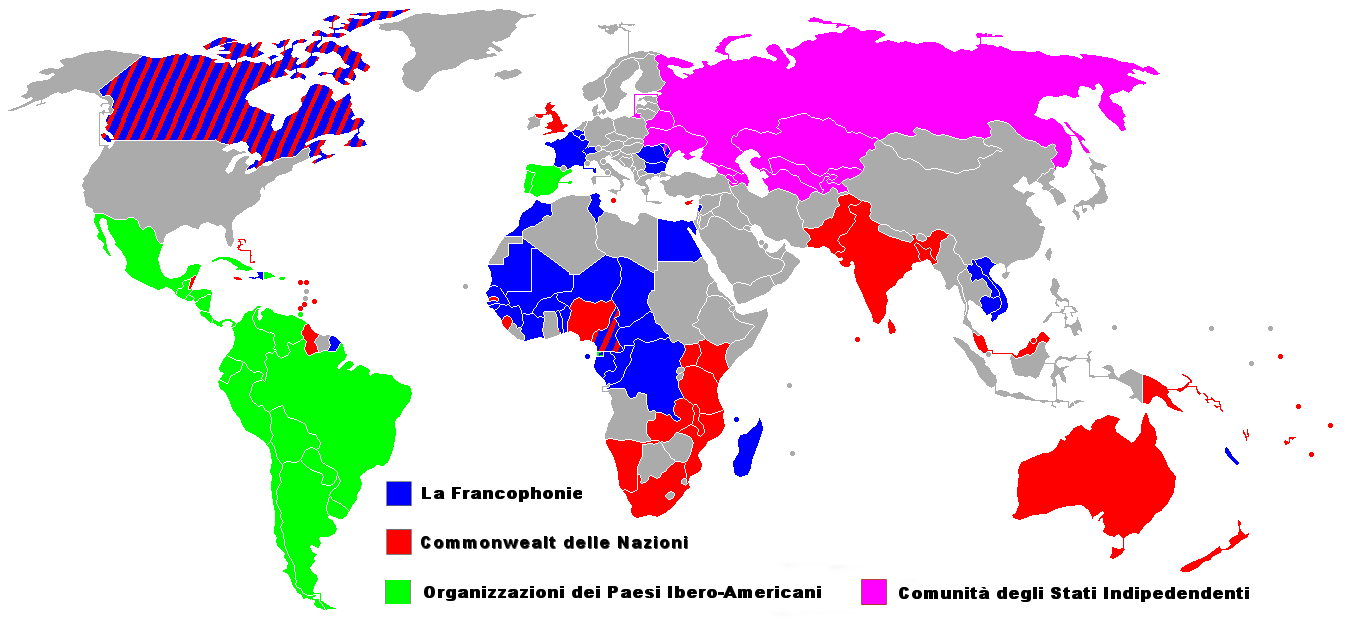
Organizzazioni internazionali che rappresentano maggiormente gli Stati indipendenti formatisi dopo la dissoluzione di un impero. La Francofonia si sovrappone a tutte le altre organizzazioni mostrate in questa mappa.

- Organizzazione per la cooperazione e lo sviluppo economico (OCSE), con le proprie agenzie specializzate
- Organizzazione dei Paesi esportatori di petrolio (OPEC)
- Commonwealth delle nazioni
- Francofonia
- Comunità dei Paesi di lingua portoghese (CPLP)
- Organizzazione degli Stati ibero-americani (OEI)
- Unione latina
- Movimento dei paesi non allineati
- Lega araba
- Organizzazione della cooperazione islamica
- Centro consultivo sul diritto dell'OMC
- Assemblea parlamentare del Mediterraneo
- Alleanza dei piccoli Stati insulari